# هاولند (حوزه سرشماری)، مین
هاولند (به انگلیسی: Howland) یک منطقهٔ مسکونی در ایالات متحده آمریکا است که در شهرستان پنوب‌اسکات، مین واقع شده‌است. هاولند ۲۰٫۰ کیلومتر مربع مساحت و ۱٬۰۹۶ نفر جمعیت دارد و ۵۱ متر بالاتر از سطح دریا واقع شده‌است.